# Grimace (compositeur)
Grimace (également Grymace ou Grimache) est un compositeur français actif du milieu à la fin du XIVe siècle.
Grimace est actif dans la période de l'histoire de la musique connue sous le nom d'ars nova et probablement un contemporain de Guillaume de Machaut, puisque ses compositions ne comportent pas les rythmes complexes de l'ars subtilior. Les dates de naissance et de décès de Grimace ne sont pas connues ; on en sait peu sur lui en dehors des attributions des manuscrits de musique médiévale. Cinq œuvres lui sont attribuées de manière certaine ; deux attributions douteuses ont été proposées sur la base de similitudes stylistiques. Son virelai, À l'arme, À l'arme, est son œuvre la plus souvent exécutée dans les temps modernes.
Les œuvres attribuées à Grimace sont :
- Dedens mon cuer (ballade)
- Des que buisson (ballade)
- Se Zephirus/Se Jupiter (ballade)
- Je voy ennui (rondeau)
- À l'arme/À l'arme/Tru tru (virelai).

Attribution incertaine :
- C'estoit ma douce (virelai)
- Rescoés : Horrible feu d'ardent desir/Rescoés : Le feu de mon loyal serviteur (virelai).